# Taro Kagawa
Taro Kagawa (Prefectura de Hyogo, Japó, 9 d'agost de 1922 - 6 de març de 1990), fou un futbolista japonès.

## Selecció japonesa
Taro Kagawa va disputar 5 partits amb la selecció japonesa.